# Soneto a Cristo crucificado

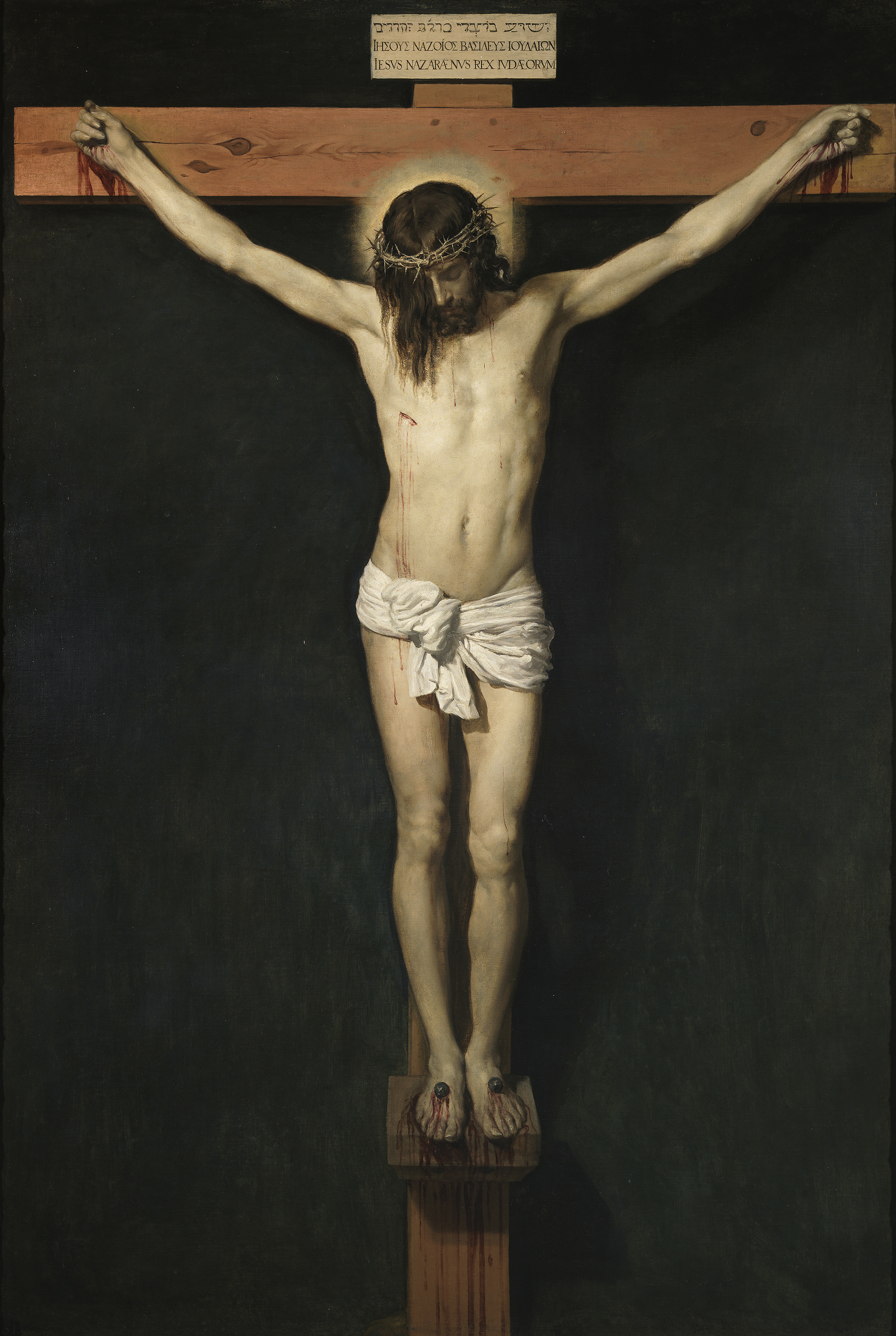
El Cristo crucificado de Diego Velázquez.

El Soneto a Cristo crucificado, también conocido por su verso inicial, «No me mueve, mi Dios, para quererte», es una poesía mística de autoría desconocida, escrita en España a finales del siglo XVI y publicada por primera vez en 1628.

## Autoría
Este texto se publicó por primera vez, según Alonso Zamora Vicente, en 1628. Apareció en la obra del presbítero madrileño Antonio de Rojas Libro intitulado vida del espíritu (Madrid, 1628), en una sección de poesías místicas, y antes figura en algunos manuscritos. Para Marcel Bataillon, el poema se compuso a finales del siglo XVI, en un ambiente jesuítico donde se conocían muy bien las ideas y obras de san Juan de Ávila, quien defendió el amor gratuito a Dios, sin retribución alguna, y lo expresó, por ejemplo, en las Meditaciones devotísimas del amor de Dios («El que dice que te ama y guarda los diez mandamientos de tu ley solamente o más principalmente porque le des la gloria, téngase por despedido della») o en la Glosa del Audi filia («Aunque no hubiese infierno que amenazase, ni paraíso que convidase, ni mandamiento que constriñese, obraría el justo por sólo el amor de Dios lo que obra»).
Se desconoce su autor y se han señalado nombres muy variados, como santa Teresa de Jesús, san Ignacio de Loyola, san Francisco Javier, el franciscano fray Pedro de los Reyes y el agustino mexicano fray Miguel de Guevara, que lo incluyó en su obra manuscrita Arte doctrinal y modo general para aprender la lengua matlaltzinga en 1638. 
Sin embargo, santa Teresa de Jesús no solía utilizar los metros largos; por otra parte, ni san Francisco Javier ni san Ignacio de Loyola escribieron ninguna obra poética de valor que pueda compararse a esta. Manuel de Montoliú defendió la tesis de que el autor del soneto pueda ser Lope de Vega.

## Texto del poema
No me mueve, mi Dios, para quererte,
el Cielo que me tienes prometido,
ni me mueve el Infierno tan temido,
para dejar por eso de ofenderte.
Tú me mueves, Señor. Muéveme el verte
clavado en una cruz y escarnecido,
muéveme el ver tu cuerpo tan herido,
muévenme tus afrentas, y tu muerte.
Muéveme, en fin, tu amor, y en tal manera,
que, aunque no hubiera Cielo, yo te amara,
y, aunque no hubiera Infierno, te temiera.
No me tienes que dar porque te quiera,
pues, aunque lo que espero no esperara,
lo mismo que te quiero te quisiera.